# Józef Baj
Józef Baj (* 22. Januar 1922 in Felsztyn (heute in der Westukraine); † 14. Februar 2006 in Warschau) war ein polnischer Widerstandskämpfer, Konzentrationslagerhäftling und Konstrukteur radiästhetischer Geräte.

## Leben
Vor dem Zweiten Weltkrieg arbeitete er bei der Flugzeugproduktion in Państwowe Zakłady Lotnicze in Mielec. Während der deutschen Besetzung Polens nahm er zusammen mit drei seiner Schwestern an der Widerstandsbewegung (Untergrund-Pfadfinderorganisation Szare Szeregi und polnische Heimatarmee) teil. Im Januar 1943 wurde er inhaftiert und verbrachte drei Monate im Gefängnis für politische Häftlinge in Warschau (Pawiak). Im April 1943 wurde er als Gefangener mit der Nummer 119185 ins KZ Auschwitz verschleppt und am Ende des Krieges ins KZ Sachsenhausen versetzt. Nach der Befreiung des Lagers kehrte er nach Warschau zurück, wo er bis zu seiner Pension als Mechaniker tätig war.
Im KZ Auschwitz begegnete er einem Schweizer polnischer Herkunft, der ihm die Grundlagen der Radiästhesie beibrachte. Baj fertigte aus Holz ohne ordentliche Werkzeuge, nur mit Hilfe eines kleinen Taschenmessers professionelle Pendel an. Der Gebrauch des Pendels rettete den beiden KZ-Häftlingen das Leben. Die Lagerleitung beauftragte sie, neue Wasserquellen zu suchen. Hätten sie kein Wasser gefunden, wäre die Grube zu ihrem Grab geworden. Die von ihnen lokalisierten Wasserfassungen funktionierten jedoch richtig und sie bekamen das Privileg, sich mit der Radiästhesie zu Privatzwecken zu beschäftigen. Baj lernte von seinem Kollegen auch die therapeutische Radiästhesie kennen, was ihm mehrmals das Überleben ermöglichte. Als er Ende der 1970er Jahre pensioniert wurde, gründete er in Warschau eine Werkstatt, wo er Pendel nach seinen Ideen konstruieren und herstellen konnte. Seine Geräte fanden nicht nur in Polen, sondern auch in der ganzen Welt Verbreitung. 
Seit dem Tod von Józef Baj wird seine Pendelmanufaktur von seinen langjährigen Mitarbeiterinnen Barbara Leśniewska und Aleksandra Gondek weitergeführt. Bis 2018 bearbeiteten sie über 200 verschiedene Pendelmodelle.